# Chick Tracts
Les Chick Tracts (littéralement, les « tracts de Chick ») est une collection de tracts évangéliques créée et publiée à l'origine par Jack T. Chick, un éditeur américain et caricaturiste religieux conservateur, et publiées par Chick Publications à partir des années 1970.
Les tracts visent à convertir le jeune public au christianisme. Bien que de nombreux Chick Tracts expriment des opinions généralement acceptées dans la théologie chrétienne, plusieurs tracts ont exprimé des points de vue controversés. Plus particulièrement, les Chick Tracts sont connus pour avoir exprimé des points de vue fortement anti-catholiques, ainsi que ses critiques vis-à-vis des autres religions, notamment l'islam et le mormonisme, à un tel point que les Chick Tracts ont été interdits au Canada.
Depuis la mort de son auteur, sa société Chick Publications a continué d’imprimer de nouveaux tracts, en utilisant d’autres auteurs travaillant pour la société.

## Format
Les tracts eux-mêmes mesurent environ trois pouces de haut sur cinq pouces de large et environ vingt pages de long. Le matériel est rédigé sous forme de bande dessinée (comic strip), avec le panneau avant reprenant le titre du tract et le panneau intérieur dédié à la prière d'un pécheur standard. La couverture arrière du tract contient un espace vide, permettant aux églises d'indiquer leur nom et leur adresse ; Chick Publications est disposée à imprimer des couvertures personnalisées, mais au moins 10 000 tracts doivent être commandés.

## Thèmes récurrents
Comme dans la quasi-totalité de son œuvre, le but de Jack T. Chick avec les Chick Tracts est de convertir le lecteur au christianisme. Dans la plupart de ces tracts, il s'agit d'une prière standard pour le salut du pécheur. Dans les tracts traitant des « fausses religions », la prière comprend une clause permettant de rejeter ces religions. Les Chick Tracts se terminent par une suggestion de prière invitant le lecteur à accepter Jésus-Christ.
Dans cette série, Jack Chick tente de convaincre son lectorat qu'il est irrémédiablement condamné à l'enfer s'il ne se convertit pas. Il condamne aussi tous ses opposants ou les personnes et les traditions qui lui déplaisent, quels qu'ils soient : les catholiques, les musulmans, les partisans de l'avortement, la fête d'Halloween, les homosexuels, les communistes ou socialistes, le suicide...
Dans l'ouvrage Strips, Toons, and Bluesies écrit par Douglas Bevan Dowd et Todd Hignite, les auteurs déclarent qu'il est « sûr de supposer que Chick a vu au moins quelques » Bibles de Tijuana depuis les livres et, selon Dowd et Hignite, les Chick Tracts sont « étonnamment similaires » aux bibles de Tijuana ; les tracts visent principalement les jeunes des classes socio-économiques inférieures et sont « chargés de stéréotypes ». Les auteurs indiquent que les Chick Tracts contiennent des représentations « extravagantes » de la consommation de drogues à des fins récréatives et dépeint « la révolution sexuelle ». En outre, les bandes dessinées comprennent des éléments surnaturels, des rituels occultes, des tortures et du cannibalisme.

## Critiques

### Un message de haine
Dans son livre La Propagande dans la BD, Fredrik Strömberg (en) parle ainsi des Chick Tracts : 

« Le lecteur athée (tel que votre serviteur) sera probablement sidéré, voire effrayé par le ton péremptoire, l'interprétation littérale des Écritures, et surtout l'âpreté avec laquelle les Chick Tracts tentent de faire accepter leur vérité comme la seule acceptable. Le Canada les a fait interdire, les jugeant coupables d'« incitation à la haine », une sentence qui me paraît juste. Le message d'amour du Christ en est remarquablement absent, remplacé par une condamnation catégorique de l'autre. »

Il précise ensuite que le plus choquant dans les Chick Tracts est « leur clarté et leur accessibilité, notamment pour un lectorat jeune et impressionnable ». Ainsi, le catalogue de Chick Publications cite l'anecdote qu'une fillette de cinq ans aurait reconnu le Christ comme son sauveur après une lecture d'un tract par sa mère, ce qui démontrerait si cette anecdote était avérée l'influence néfaste que ces bandes dessinées à l'apparence enfantine peuvent avoir sur leurs lecteurs.

## Représentations culturelles
- Dans la série Rick et Morty (saison 1, épisode 10), un des adeptes de la religion de « Morty le tout puissant » (« One true Morty » en anglais) tend à Morty un album de comic strips nommé The Good Morty (« Morty, le bon »), qui est une référence (voire une parodie) aux Chick Tracs, dans le concept et dans la forme. Cet album existe réellement, comme bonus du DVD de la saison 1[7].